# Skořicový šnek
Skořicový šnek je sladké pečivo z kynutého těsta ochucené skořicí. Je typické především pro skandinávské země, kde se podává ke kávě. Švédsky se nazývá kanelbulle, „skořicová bulka“, dánsky sneil, „šnek“ a norsky skillingsbolle, „šilinková bulka“, podle staré maloobchodní ceny.
Ve Švédsku lze původ kanelbullar sledovat k počátku 20. století, kdy se jednalo o oblíbené pečivo majetnějších vrstev. Po 2. světové válce se po zrušení potravinových lístků, zvýšení životní úrovně a v souvislosti se zvýšenou konzumací kávy se široce rozšířily. Na počátku 21. století údajně průměrný Švéd zkonzumoval 230 skořicových šneků a 4. října se slavil Kanelbullens Dag, o kterém se zkonzumovalo kolem osmi milionů kusů. Kromě skořice jsou ochuceny také kardamomem, který je navíc hlavním kořením podobného pečiva zvaného kardemummabullar.